# Diplopterygium chinense
Diplopterygium chinense är en ormbunkeart som först beskrevs av Eduard Rosenstock, och fick sitt nu gällande namn av Devol. Diplopterygium chinense ingår i släktet Diplopterygium och familjen Gleicheniaceae. Inga underarter finns listade.